# Kof

Fenicka litera kof

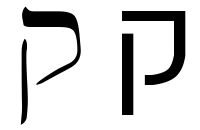
Hebrajska litera kof w kroju pisma (kolejno od prawej do lewej): nowoczesnym bezszeryfowym i tradycyjnym

Kof, kuf (ק) lub qāf (ق‍) – dziewiętnasta litera alfabetów semickich, m.in. fenickiego, aramejskiego, arabskiego, hebrajskiego. Odpowiada wartości numerycznej 100. 
W hebrajskim odpowiada dźwiękowi [k] (w wymowie aszkenazyjskiej) lub [q] (w wymowie sefardyjskiej). 